# Chasmodon apterus
Chasmodon apterus är en stekelart som först beskrevs av Christian Gottfried Daniel Nees von Esenbeck 1812.  Chasmodon apterus ingår i släktet Chasmodon och familjen bracksteklar. Inga underarter finns listade i Catalogue of Life.